# Alisia Boiciuc
Alisia Lorena Boiciuc (* 20. Juli 2005 in Sighetu Marmației, Rumänien) ist eine rumänische Handballspielerin, die für die rumänische Nationalmannschaft aufläuft.

## Karriere

### Im Verein
Boiciuc spielte anfangs Basketball und betrieb Leichtathletik, bevor sie im Jahr 2014 das Handballspielen beim HC Genius Sighetu Marmației begann. Nachdem ihre Mannschaft im Jahr 2018 aufgelöst worden war, schloss sie sich dem Verein CSŞ 2 Baia Mare an. Im selben Jahr wurde sie zusätzlich in den Kader des Nationalen Olympischen Trainingszentrums für Junioren CNOPJ Baia Mare aufgenommen. Im Jahr 2023 unterschrieb die Rückraumspielerin einen Dreijahresvertrag beim rumänischen Erstligisten Corona Brașov.

### In Auswahlmannschaften
Boiciuc wurde erstmals im Jahr 2018 in den Kader der rumänischen Jugendnationalmannschaft berufen. Bei der U-17-Europameisterschaft 2021 führte sie ihre Mannschaft als Kapitänin auf das Spielfeld und schloss das Turnier auf dem siebten Platz ab. Alisia Boiciuc belegte mit der deutschen Spielerin Nieke Kühne mit jeweils 49 erzielten Treffern den fünften Platz in der Torschützinnenliste. Im darauffolgenden Jahr gehörte sie dem rumänischen Aufgebot bei der U-18-Weltmeisterschaft 2022 an. Anschließend rückte sie in den Kader der rumänischen Juniorinnennationalmannschaft. Mit dieser gewann Boiciuc bei der U-19-Europameisterschaft 2023 die Bronzemedaille. Weiterhin belegte sie mit 53 Treffern den dritten Platz in der Torschützinnenliste. Zum Abschluss ihrer Zeit in der Juniorinnennationalmannschaft nahm sie an der U-20-Weltmeisterschaft 2024 teil.
Boiciuc gab am 27. Juli 2023 ihr Länderspieldebüt für die rumänische A-Nationalmannschaft gegen die spanische Auswahl. Mit Rumänien nahm sie an der Europameisterschaft 2024 teil, bei der sie mit ihrer Mannschaft in die Hauptrunde einzog. Im Turnierverlauf erzielte sie 18 Treffer.